# Institut Lister de Medicina Preventiva

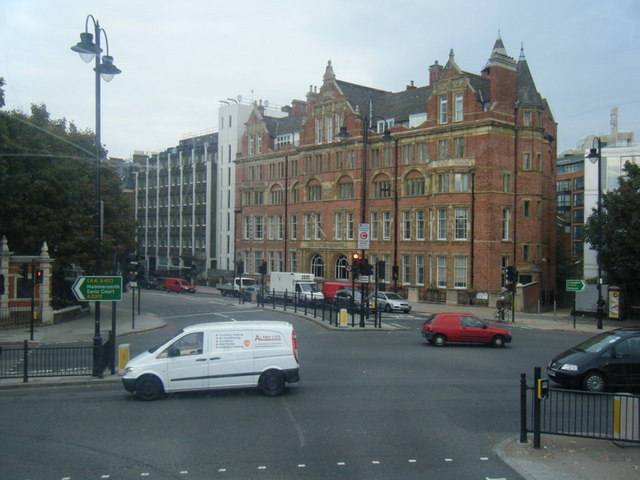
El vell Lister Institut en 1985.

L'Institut Lister de Medicina Preventiva, informalment conegut com a Institut Lister,es va establir com un institut de recerca (Institut Britànic de Medicina Preventiva) en 1891, amb el bacteriòleg Marc Armand Ruffer com el seu primer director, amb una subvenció de 250.000 £ d'Edward Cecil Guinness de la família Guinness. Tenia locals a Chelsea a Londres, Sudbury, a Suffolk, i Elstree a Hertfordshire. Va ser la primera investigació mèdica caritativa al Regne Unit. El seu nom es va canviar a Institut Jenner (en record de Edward Jenner el pioner de la vacuna contra la verola) en 1898 i després, en 1903, com l'Institut Lister en honor del gran cirurgià i pioner mèdic, el Dr. Joseph Lister. El 1905, l'institut va esdevenir una Escola de la Universitat de Londres.